# De Singelbrug bij de Paleisstraat in Amsterdam
De Singelbrug bij de Paleisstraat in Amsterdam is een schilderij van de Nederlandse kunstschilder George Hendrik Breitner, geschilderd in 1896, bijgewerkt in 1898, olieverf op doek, 100 x 152 centimeter. Het toont een wintergezicht met figuren die de Amsterdamse Singelbrug oversteken, in een impressionistische stijl. Het werk bevindt zich thans in de collectie van het Rijksmuseum te Amsterdam.

## Context
Nadat Breitner in 1886 in Amsterdam was komen wonen, vond hij in het Amsterdamse stadsleven een onuitputtelijke inspiratiebron. Niet alleen door zijn schilderijen, maar ook door zijn grote hoeveelheid bewaard gebleven foto's is zijn persoonlijke beeld van de Nederlandse hoofdstad van rond de vorige eeuw bewaard gebleven.
Breitner was behalve kunstschilder ook fotograaf en nam de fotografie vaak als uitgangspunt voor zijn schilderwerken. Soms maakte hij bij het kopiëren zelfs gebruik van transparant papier, waarop hij de contouren van de voorstelling overtrok om ze vervolgens op doek over te zetten met behulp van kwadratuurlijnen. De typische kenmerken van de fotografiekunst, zoals het idee van de momentopname, het afsnijden van het beeld aan de randen, zijn dan ook onmiskenbaar terug te zien in zijn schildercomposities.

## Afbeelding
| |  |  |
| Twee foto's die Breitner mogelijk gebruikte voor zijn 'Singelbrug'. De dienstmeid werd vervangen door een mondaine dame |  |  |

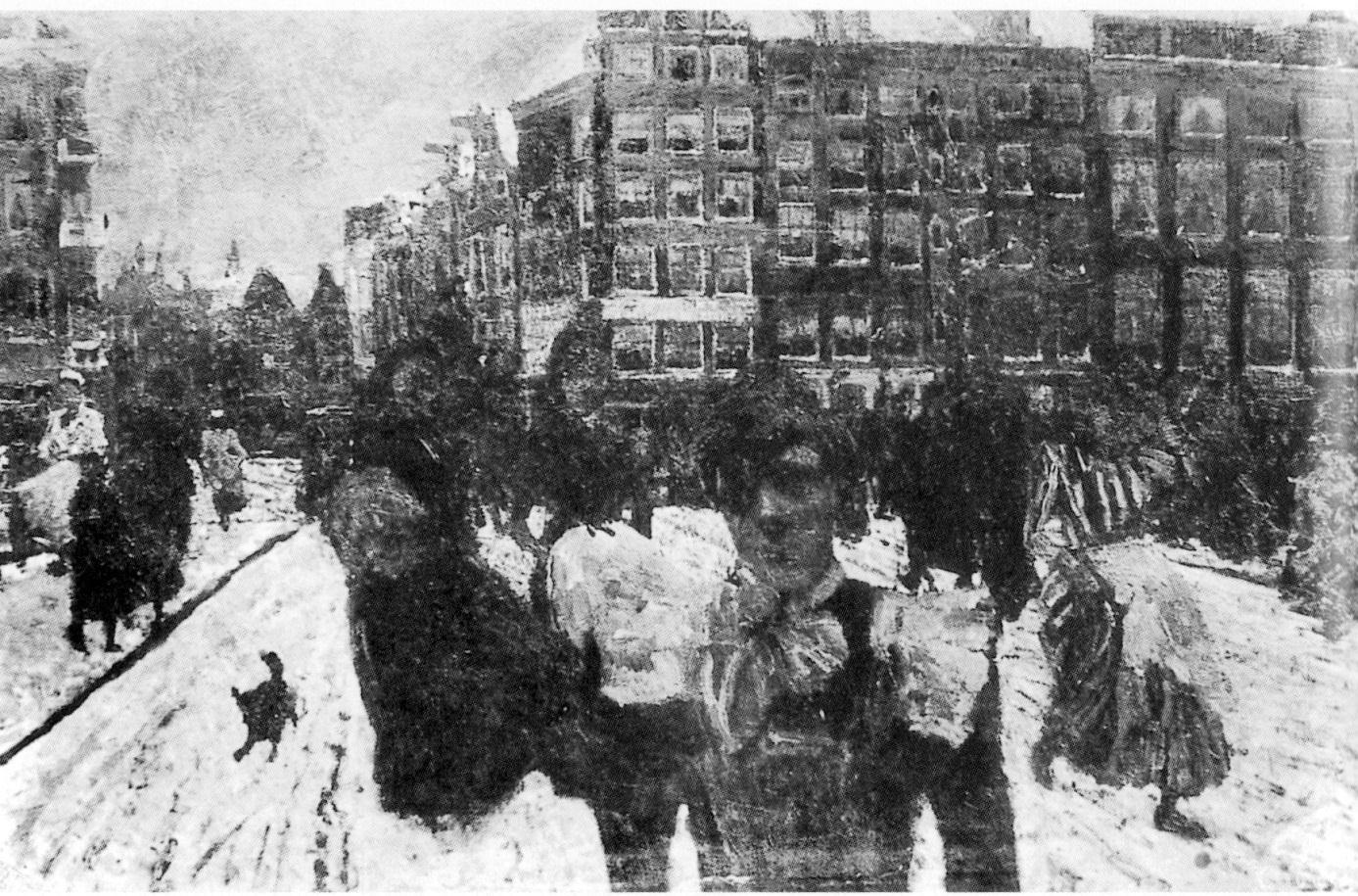
Foto van de oorspronkelijke versie van het schilderij

De Singelbrug bij de Paleisstraat in Amsterdam toont een donkere winterdag tijdens het fin de siècle van de negentiende eeuw, met wandelaars die de Singelbrug oversteken, op de plek waar ze vanuit de Dam via de Paleisstraat de grachtengordel binnenlopen. De grond en de daken zijn bedekt met natte, enigszins grauw geworden sneeuw, wat in combinatie met de zwarte en roodbruine tinten niettemin een kleurig en dynamisch tafereel oplevert. Op straat lopen veel mensen heen en weer, op de achtergrond soms weergegeven in niet meer dan een enkele verfstreek. Links spelen meisjes, rechts tilt een dienstmeisje haar rokken op om ze niet door de sneeuw te laten slepen. Het is een alledaagse situatie, in een momentopname, als in een stilgezette film.
Centraal op de voorgrond staat een modieus geklede vrouw, gekleed volgens de laatste Parijse mode, in een met bontstroken afgezette oranjebruine pelerine, die blijkbaar inkopen heeft gedaan bij het modehuis Hirsch & Cie. Voor haar gezicht draagt ze een voile, strak getrokken om een hoed van hanenveren. De vrouw lijkt recht op de toeschouwer af te lopen, deze bijna het idee gevend aan de kant te moeten stappen. Het beeld wordt beneden echter bruusk afgesneden, hetgeen illustreert hoe Breitner vaak fotografische opnames gebruikte voor zijn schilderwerken.

## Aanpassingen

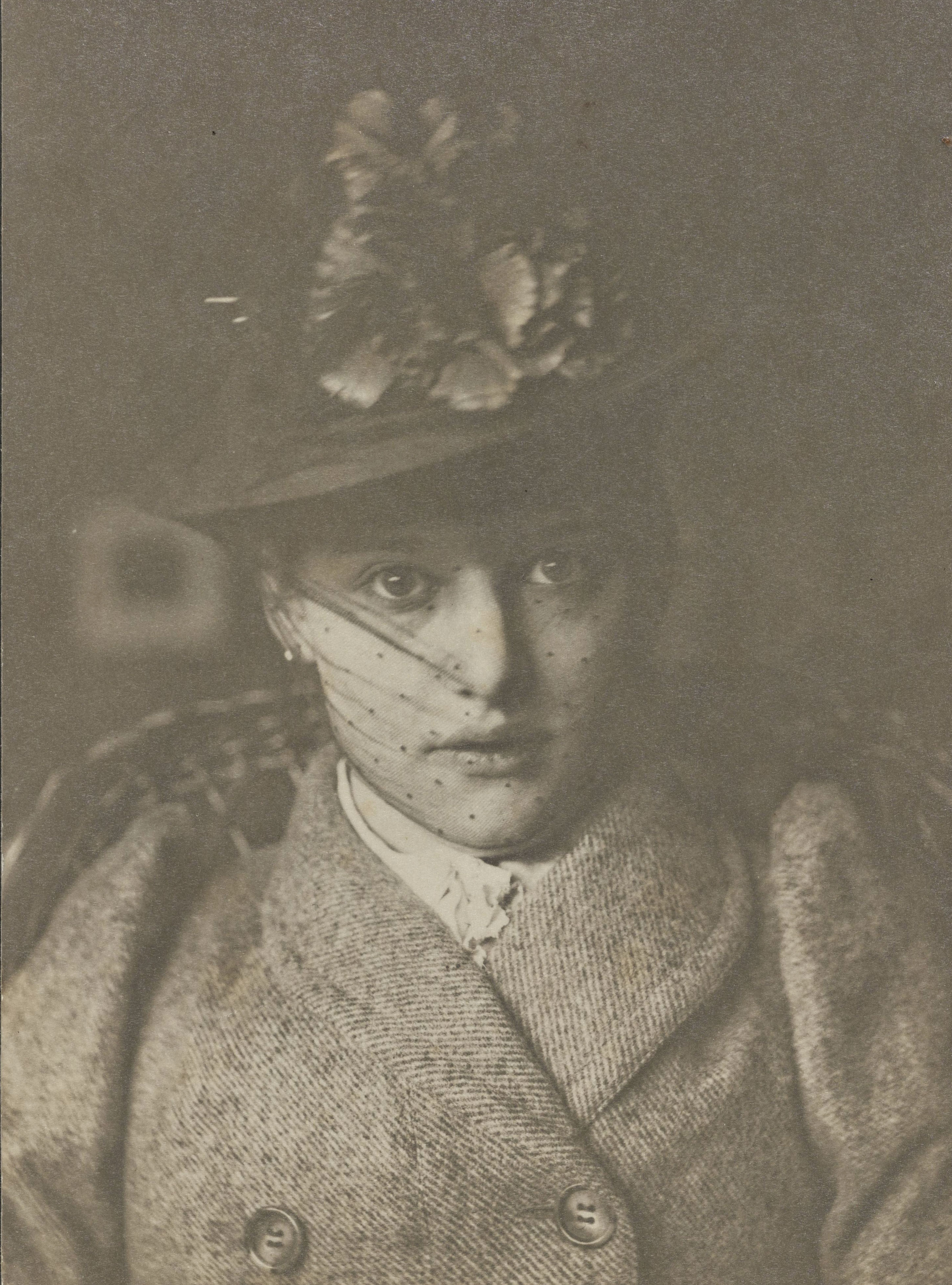
Willem Witsen: Portret van Lise Jordan met voile, 1890-1895.

Breitner exposeerde De Singelbrug bij de Paleisstraat in Amsterdam voor het eerst in 1896 bij kunstenaarsvereniging Arti et Amicitiae te Amsterdam. Naast lof kwam er echter ook kritiek op 'een minder geslaagde figuur op de voorgrond' die als een straatmeid werd aangeduid. Op aanraden van de bedrijfsleider van kunsthandel Van Wisselingh & Co, verving Breitner vervolgens de volksvrouw door een mondaine dame. Op grond van een sterke gelijkenis, met name ook van de ogen, is wel verondersteld dat Breitner daarbij geïnspireerd werd door een fotoportret van het model Lise Jordan, zus van zijn latere vrouw Marie, gemaakt door zijn vriend Willem Witsen. Behalve de dame op de voorgrond veranderde hij ook nog andere figuren en details.

## Eigenaars
In 1898 bood Breitner het werk via Van Wisselingh opnieuw te koop aan, waarna het direct werd verkocht. In 1905 kwam het werk weer terug in de handel bij Van Wisselingh en in 1912 werd het voor 8.100 gulden verkocht aan de kunstverzamelaar Drucker, toentertijd een enorm bedrag. Drucker stond het werk in 1919 in bruikleen af aan het Rijksmuseum Amsterdam. In 1944 werd het gelegateerd aan het Rijksmuseum.